# Паргелій

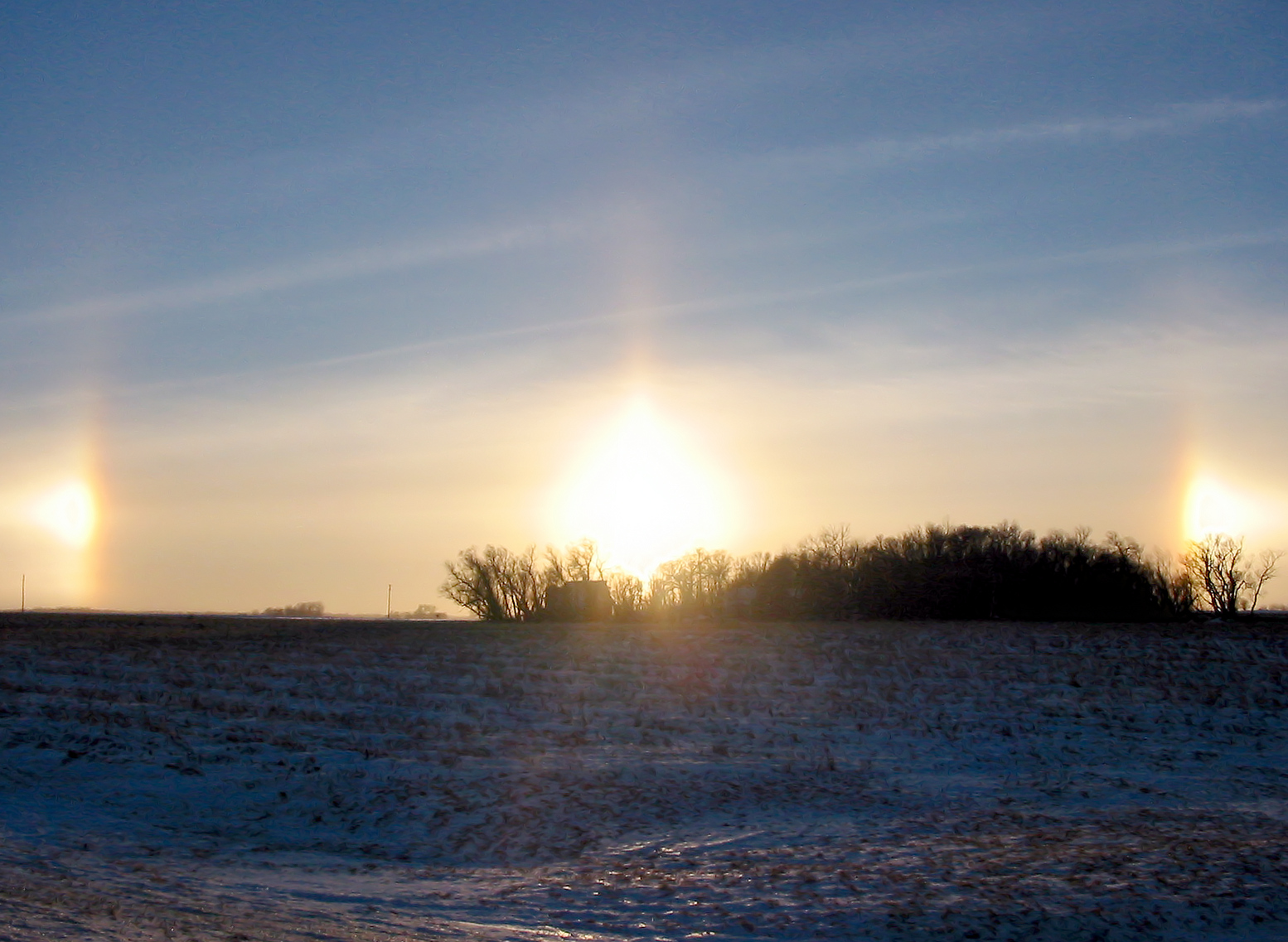

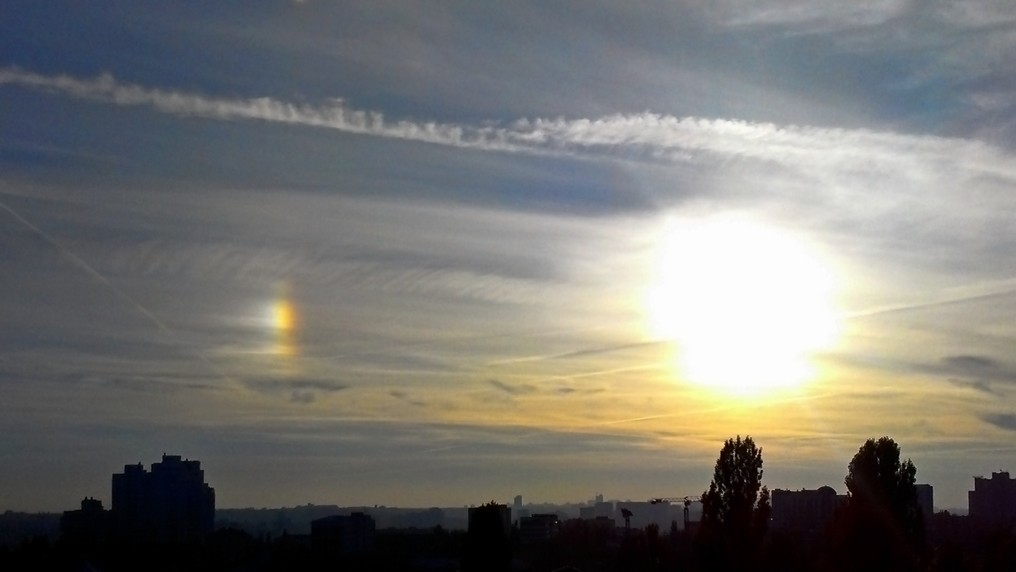
Паргелій, Київ, 4 листопада 2015

Паргелій (від дав.-гр. παρα- й ἥλιος «сонце» — несправжнє сонце; сонячні пси, англ. sun dog) — один з видів гало, зазвичай виглядає як пара тонко забарвлених плям світла, приблизно на 22° ліворуч і праворуч від Сонця, на однаковій із ним висоті над горизонтом. Паргелій найкраще видно, коли Сонце знаходиться біля горизонту.

## Формування та характеристика
Паргелій зазвичай виникає завдяки заломленням і розсіюванням світла від горизонтально орієнтованих пластинчастих шестикутних кристалів льоду, які або висять у високих і холодних перистих або перисто-шаруватих хмарах, або дрейфують у морозно-вологому повітрі на низьких рівнях у вигляді алмазного пилу. Кристали льоду діють як призми, згинаючи світлові промені, що проходять через них, з мінімальним відхиленням 22°. Коли кристали м’яко пливуть униз, їхні великі шестикутні грані майже горизонтальні, сонячне світло заломлюється горизонтально, і "сонячні пси" (паргелій) видно ліворуч і праворуч від Сонця. Більші пластини коливаються сильніше, і таким чином утворюються вищий паргелій.
Паргелій має червоне забарвлення з боку, найближчого до Сонця, далі кольори змінюються від оранжевого до синього. Кольори значно перекриваються та є приглушеними, не чистими (насиченими) та зливаються з білим колом паргелії.
Ті самі кристали льоду у формі пластини, які спричиняють паргелій, також відповідають за барвисту окружну дугу, що означає, що ці два типи гало, як правило, виникають одночасно. Окружну дугу часто пропускають глядачі, оскільки вона розташована більш-менш прямо над головою. Інший варіант гало, який часто бачать разом із паргелієм, — це гало 22°, кільце приблизно на тій самій кутовій відстані від сонця, що й сонячні собаки, таким чином з’єднуючи їх між собою. У міру того, як Сонце піднімається вище, промені, що проходять крізь пластинчасті кристали, все більше зміщуються від горизонтальної площини, що призводить до збільшення кута їхнього відхилення, і паргелій переміщується далі від гало 22°, залишаючись на тій самій висоті.
Теоретично, паргелій можна побачити на інших планетах і супутниках. На Марсі може бути паргелій, утворений як водяним льодом, так і CO2  льодом. На планетах-гігантах — Юпітері, Сатурні, Урані та Нептуні — кристали утворюють хмари аміаку, метану та інших речовин, які можуть створювати гало з чотирма або більше сонячними псами. 

## Етимологія
Паргелій (множина parhelia) походить від давньогрецького : παρήλιον (parēlion, «біля сонця»; від παρά (para , «біля») і ἥλιος (helios , «сонце»)).

У книзі Абрама Палмера 1882 року «Народна етимологія: Словник словесних спотворень або слів, спотворених у формі чи значенні шляхом хибного походження або помилкової аналогії», сонячні пси визначаються так:
Явища [sic] фальшивих сонць, які іноді супроводжують або переслідують справжне, коли їх видно крізь туман (паргелії). У Норфолку сонячні пси — це світлі плями біля сонця, а водяні пси — легкі водянисті хмари; собака тут, безсумнівно, те саме слово, що й dag, роса чи туман як «невеликий кілочок дощу» (Philolog. Soc. Trans. 1855, p. 80), датською dug = англ. "роса".
Dog в англійській мові як дієслово може означати «полювати, вистежувати або слідувати», тому Dog the true [sun] означало слідувати за справжнім [sun] з 1510-х років.
Крім того, Йонас Перссон припустив, що зі скандинавської міфології та архаїчних назв — датська: solhunde (сонячна собака), норвезька: solhund (сонячна собака), шведська: solvarg (сонячний вовк) — у скандинавських мовах сузір’я двох вовків, які полюють на Сонце і Місяць, один "після" і один "до", може бути можливим джерелом для цього терміну.
На англо-корнуолльському діалекті Корнуолла (Сполучене Королівство), сонячні пси відомі як погодні собаки (описуються як «короткий сегмент веселки, який видно на горизонті, що віщує негоду»). Також відома фраза lagas in the sky, що походить від корнуольського мовного терміна для сонячного пса lagas awel, що означає «око погоди» (lagas, «око» та awel, «погода/вітер»). Це, у свою чергу, пов’язане з англо-корнським терміном «півняче око» для ореолу навколо Сонця чи Місяця, також передвістя поганої погоди.

## У культурі

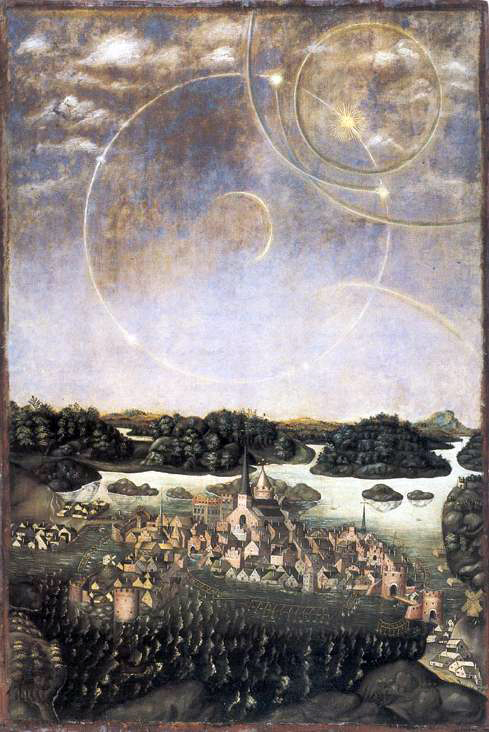
Найперше зображення паргелію в живописі (Стокгольм, 20 квітня 1535 р.)

У стародавньому світі явище сонячних псів (парагелії) згадували різні автори. Арістотель у своїй праці «Метеорологія» описує появу несправжніх сонць, які слідують за основним сонцем. Поет Арат також згадує їх як можливий знак наближення погоди. Римські філософ Цицерон і письменник Сенека відзначали подібні явища, часто пов'язуючи їх з надприродними знаками або незвичайними подіями. У II столітті Апулей зафіксував появу двох суперницьких сонць на небі.
У середньовіччі такі явища стали трактувати як знаки, що передвіщали важливі події, як, наприклад, настання бурі або навіть зміни в політичному устрої. Відоме зображення «Вädersolstavlan» 1535 року, що показує Стокгольм із сонячними псами, стало символом передвістя. Такі явища привертали увагу не тільки науковців, але й широку громадськість, що трактувала їх через призму релігійних і політичних подій. У «Слові о полку Ігоревім» згадується, що перед наступом половців і взяттям Ігоря в полон «чотири сонця засяяли над руською землею». Воїни сприйняли це, як знак наближення великої біди. Джек Лондон у 1905 році написав оповідання назване «Стежкою помилкових сонець» (The Sun-Dog Trail). Феномен також описаний в одній з пісень (Die Nebensonnen) циклу Франца Шуберта «Зимовий шлях».
У новітній час явища парагелії продовжували фіксуватися, зокрема, у 1661 році у Гданську та в 2020 році в Китаї. Вони викликають інтерес як астрономічні явища, що мають як наукове, так і культурне значення. 

## Несправжній схід сонця
Дуже рідкісною формою паргелія є несправжній схід сонця, коли несправжнє зображення сонця підіймається над горизонтом, в той час, як саме сонце ще знаходиться під ним.